# Калинівка (Звягельський район)
Кали́нівка (МФА: [kɐˈɫɪɲiu̯kɐ] ( прослухати)) — село в Україні, у Піщівській сільській територіальній громаді Звягельського району Житомирської області. Населення становить 471 особу (2001).

## Населення

### Мова
Розподіл населення за рідною мовою за даними перепису 2001 року:
| Мова       | Кількість | Відсоток |
| ---------- | --------- | -------- |
| українська | 466       | 98.94 %  |
| російська  | 5         | 1.06 %   |
| Усього     | 471       | 100 %    |

## Історія
Власниками села раніше були Свейковські. Село належало до Остропольського маєтку.
У 1906 році — село Остропільської волості Новоград-Волинського повіту Волинської губернії. Відстань від волості 2 версти. Дворів 142, мешканців 595.
7 серпня 2017 року увійшло до складу новоутвореної Піщівської сільської територіальної громади Новогрвд-Волинського (згодом — Звягельський) району Житомирської області.